# Verwaltungsverband Am Klosterwasser
Het Verwaltungsverband Am Klosterwasser (Sorbisch: Zarjadniski zwjazk „Při Klóšterskej wodźe“ ) bestaat uit vijf gemeenten uit de Landkreis Bautzen. Het Verwaltungsverband omvat de gemeenten die samen het kerngebied van de Sorbische minderheid in de deelstaat Saksen vormen. 

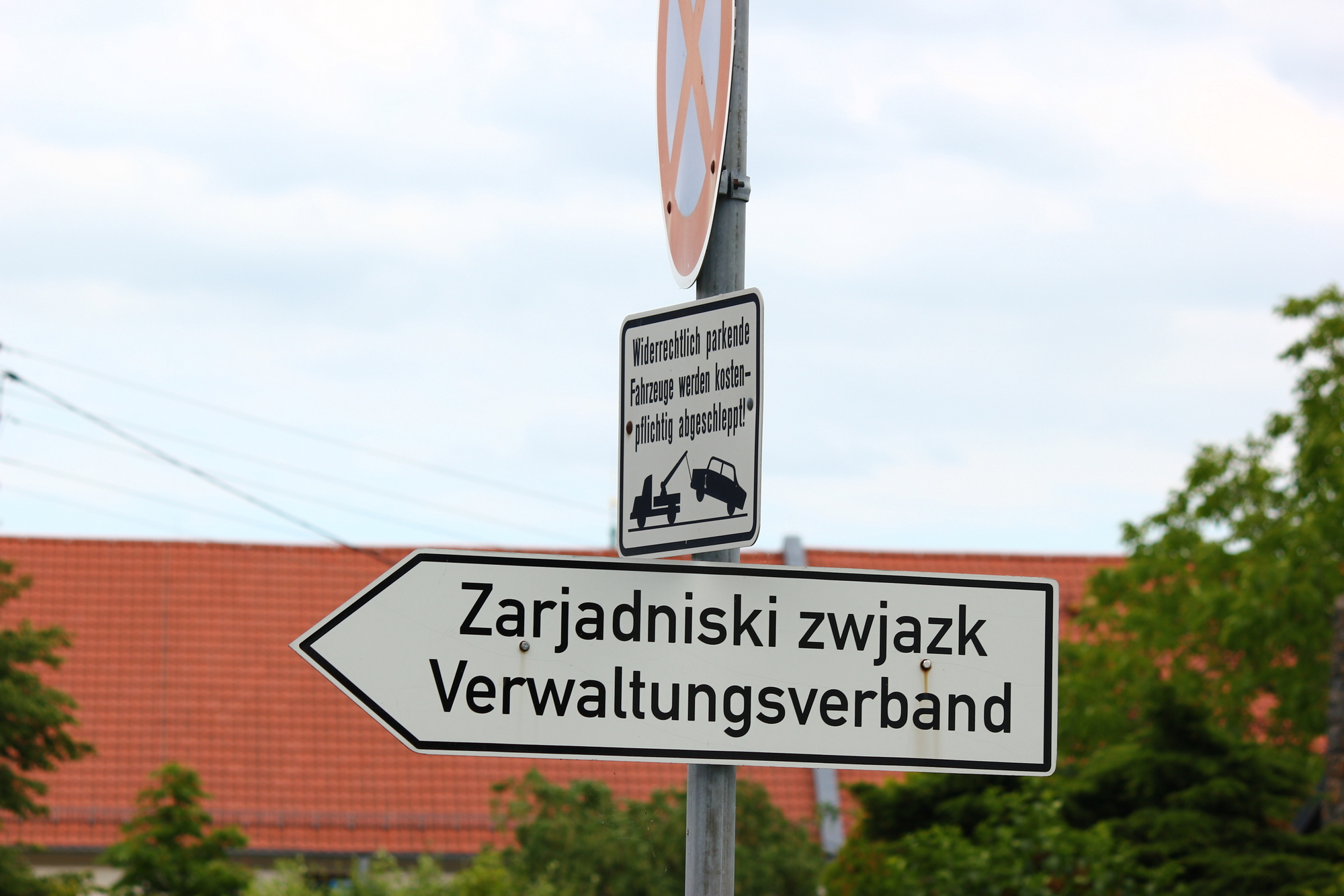

Het is het enige bestuurlijke gebied in Duitsland waarbinnen de meerderheid van de bevolking geen Duits maar een andere taal als moedertaal spreekt. Het gebied telt 
7.121 inwoners.

## Deelnemende gemeenten
- Crostwitz (Sorbisch Chrósćicy) met de Ortsteilen Crostwitz, Caseritz (Kozarcy), Horka (Hórki), Prautitz (Prawoćicy), Kopschin (Kopšin) en Nucknitz (Nuknica)
- Nebelschütz (Sorbisch Njebjelčicy) met de Ortsteilen Nebelschütz, Wendischbaselitz (Serbske Pazlicy), Miltitz (Miłoćicy), Piskowitz (Pěskecy) en Dürrwicknitz (Wěteńca).
- Panschwitz-Kuckau (Sorbisch Pančicy-Kukow) met de Ortsteilen Alte Ziegelscheune (Stara Cyhelnica), Cannewitz (Kanecy), Glaubnitz (Hłupońca), Jauer (Jawora), Kaschwitz (Kašecy), Lehndorf (Lejno), Neustädtel (Nowe Městačko), Ostro (Wotrow), Panschwitz-Kuckau, Säuritz (Žuricy), Schweinerden (Swinjarnja), Siebitz (Zejicy) und Tschaschwitz (Časecy),
- Räckelwitz (Sorbisch Worklecy) met de Ortsteilen Dreihäuser (Horni Hajnk), Höflein (Wudwor), Neudörfel (Nowa Wjeska), Räckelwitz, Schmeckwitz (Smječkecy) und Teichhäuser (Haty)
- Ralbitz-Rosenthal (Sorbisch Ralbicy-Róžant) met de Ortsteilen Cunnewitz (Konjecy), Gränze (Hrańca), Laske (Łazk), Naußlitz (Nowoslicy), Neu-Schmerlitz (Bušenka), Ralbitz (Ralbicy), Rosenthal (Róžant), Schmerlitz (Smjerdźaca), Schönau (Šunow) en Zerna (Sernjany)